# フィデス (小惑星)
フィデス (37 Fides) はメインベルト小惑星帯の大きな小惑星。
1855年8月5日にロベルト・ルターによって発見された。
名前はローマ神話の信義の女神フィデースにちなんで名づけられた。